# 13 Horas: Os Soldados Secretos de Benghazi
13 Horas: Os Soldados Secretos de Benghazi (13 Hours: The Secret Soldiers of Benghazi) é um filme norte-americano dirigido por Michael Bay. Lançado em 2016, foi protagonizado por James Badge Dale, John Krasinski, Max Martini, Toby Stephens, Pablo Schreiber, David Denman, Dominic Fumusa, Freddie Stroma e Alexia Barlier.
Sua estréia no Brasil ocorreu em 18 de fevereiro de 2016 pela Paramount Pictures.

## Sinopse
Baseado em fatos reais, o longa conta a história de um grupo de seis soldados privados que trabalham num complexo da CIA em Benghazi, na Líbia, em 2012. Em um aniversário dos atentados de 11 de setembro, eles precisaram defender um posto diplomático que recebe a visita de um embaixador americano, e que, obviamente, será alvo de terroristas.